# Shenley Church End
Shenley Church End est une paroisse civile et un village du Buckinghamshire, en Angleterre.